# Saint-Cassien (Isère)
Pour les articles homonymes, voir Saint-Cassien.
Saint-Cassien est une commune française située dans le département de l'Isère, en région Auvergne-Rhône-Alpes.
Historiquement, la commune est rattachée à l'ancienne province du Dauphiné mais aussi au comté de Sermorens, domaine situé au débouché de la cluse de l'Isère, au pied du massif de la Chartreuse et à l'extrémité du diocèse de Vienne. La commune est adhérente au Pays Voironnais depuis la création de cette collectivité en 2000.
Ses habitants sont dénommés les Saint-Cassinois.

## Géographie

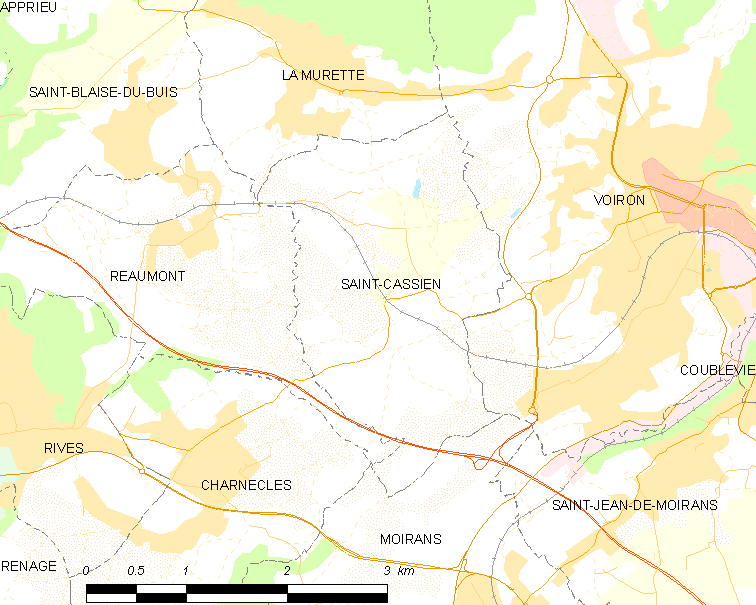
Plan de Saint-Cassien et des communes voisines

### Situation et description
Cette commune dauphinoise à l'aspect encore très rural est située à environ 30 km de Grenoble, 80 km de Lyon, 95 km de Valence, 90 km de Chambéry et 550 km de Paris. Les communes les plus proches sont celles de Réaumont à 2,2 km, Moirans à 3,9 km et Voiron, siège de la communauté de communes, à 2,8 km.

### Géologie
Le territoire voironnais dans lequel se positionnne Saint-Cassien s'étend au fond d'une cuvette fermée vers le nord, aux limites de la commune de Chirens. Les quartiers périphériques septentrionaux de la ville en garnissent les pentes. Les eaux d'écoulement s'échappent vers le sud par la vallée encaissée de la Morge. Ce cours d'eau rejoint au bout de quelques kilomètres la dépression alluviale de la vallée de l'Isère en direction de Moirans et de Tullins.

#### Sites géologiques remarquables
La « vallée morte de Réaumont (Bas Dauphiné) », marquée par l'écoulement des eaux de fonte du glacier de l'Isère, est un site géologique remarquable de 44,33 hectares sur les communes de Saint-Cassien, La Murette et Réaumont. En 2014, ce site d'intérêt géomorphologique est classé « deux étoiles » à l'« Inventaire du patrimoine géologique ».

### Climat
Pour des articles plus généraux, voir Climat d'Auvergne-Rhône-Alpes et Climat de l'Isère.
En 2010, le climat de la commune est de type climat des marges montargnardes, selon une étude du Centre national de la recherche scientifique s'appuyant sur une série de données couvrant la période 1971-2000. En 2020, Météo-France publie une typologie des climats de la France métropolitaine dans laquelle la commune est exposée à un climat de montagne ou de marges de montagne et est dans la région climatique Alpes du nord, caractérisée par une pluviométrie annuelle de 1 200 à 1 500 mm, irrégulièrement répartie en été.
Pour la période 1971-2000, la température annuelle moyenne est de 11 °C, avec une amplitude thermique annuelle de 18 °C. Le cumul annuel moyen de précipitations est de 1 150 mm, avec 9,4 jours de précipitations en janvier et 6,8 jours en juillet. Pour la période 1991-2020, la température moyenne annuelle observée sur la station météorologique de Météo-France la plus proche, « Coublevie », sur la commune de Coublevie à 5 km à vol d'oiseau, est de 13,0 °C et le cumul annuel moyen de précipitations est de 1 121,0 mm,. Pour l'avenir, les paramètres climatiques de la commune estimés pour 2050 selon différents scénarios d'émission de gaz à effet de serre sont consultables sur un site dédié publié par Météo-France en novembre 2022.

### Hydrographie
Le territoire de la commune n'abrite pas de cours d'eau ou de plan d'eau notable, à l'exception d'un modeste ruisseau dénommé  Ri d'Olon, aussi dénommé, après sa résurgence, sous le simple nom de rigole. Ce ruisseau de 10,7 km de longueur rejoint la Mayenne, affluent de la Morge, à hauteur de Vourey.

### Transport et voies de communication

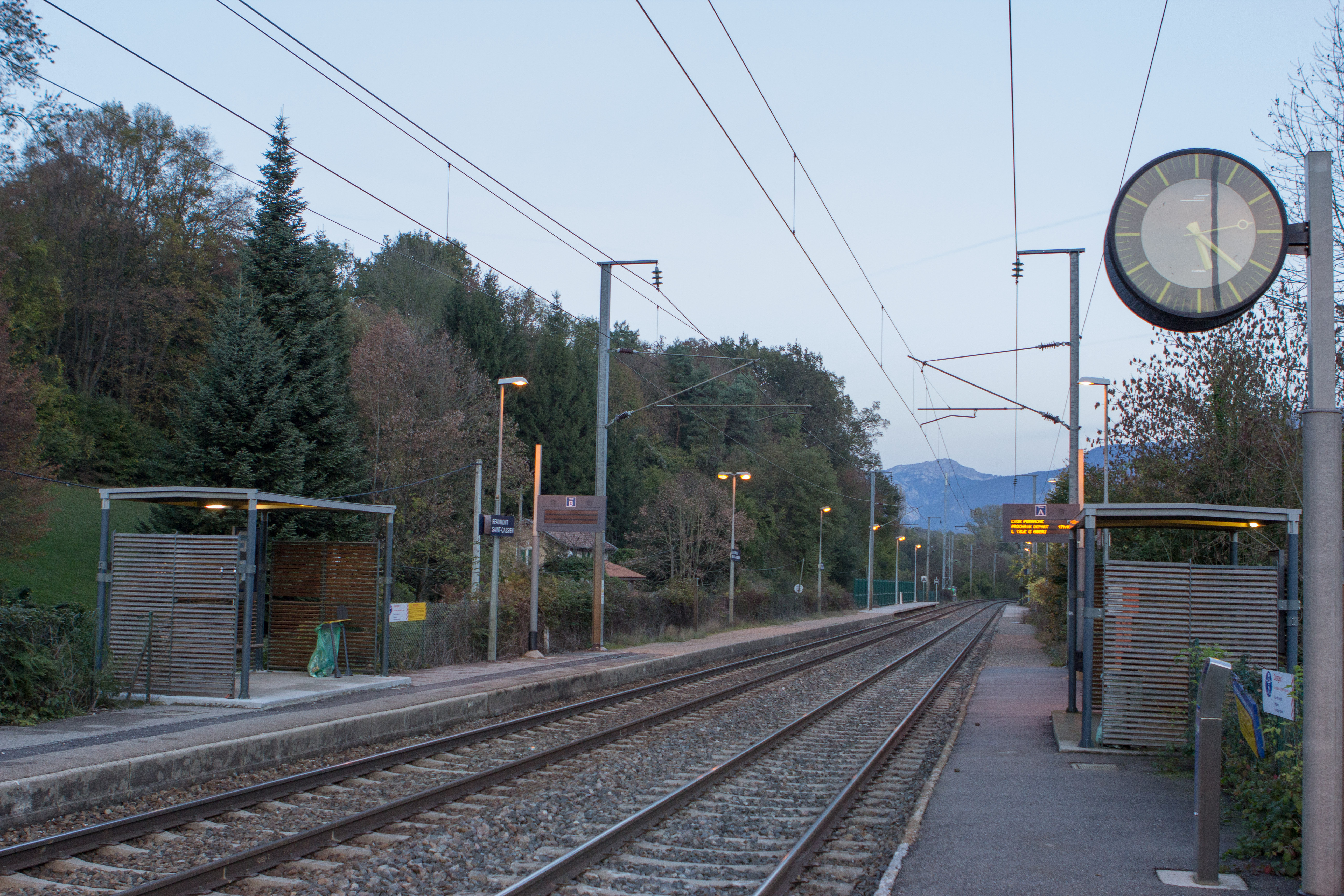
Gare de Réaumont - Saint-Cassien

#### Transports publics
La gare de Réaumont - Saint-Cassien est desservie par les trains TER Auvergne-Rhône-Alpes qui relient la gare de Lyon-Perrache à celle de Grenoble. Cette simple halte voyageurs est située entre la gare de Voiron et la gare de Rives.

#### Voies routières
La rocade de Voiron (RD 1076) passe à proximité du territoire communal. La RD12 qui traverse le bourg de Saint-Cassien permet de relier Voiron à Charnècles avant de rejoindre la RD1085, à la limite du territoire de Rives.

## Urbanisme

### Typologie
Au 1er janvier 2024, Saint-Cassien est catégorisée commune rurale à habitat dispersé, selon la nouvelle grille communale de densité à sept niveaux définie par l'Insee en 2022.
Elle appartient à l'unité urbaine de Voiron, une agglomération intra-départementale regroupant 15  communes, dont elle est une commune de la banlieue,,. Par ailleurs la commune fait partie de l'aire d'attraction de Grenoble, dont elle est une commune de la couronne,. Cette aire, qui regroupe 204 communes, est catégorisée dans les aires de 700 000 habitants ou plus (hors Paris),.

### Occupation des sols
L'occupation des sols de la commune, telle qu'elle ressort de la base de données européenne d’occupation biophysique des sols Corine Land Cover (CLC), est marquée par l'importance des territoires agricoles (89,2 % en 2018), en diminution par rapport à 1990 (100 %). La répartition détaillée en 2018 est la suivante : 
zones agricoles hétérogènes (76,7 %), terres arables (12,5 %), zones urbanisées (10,8 %). L'évolution de l’occupation des sols de la commune et de ses infrastructures peut être observée sur les différentes représentations cartographiques du territoire : la carte de Cassini (XVIIIe siècle), la carte d'état-major (1820-1866) et les cartes ou photos aériennes de l'IGN pour la période actuelle (1950 à aujourd'hui).

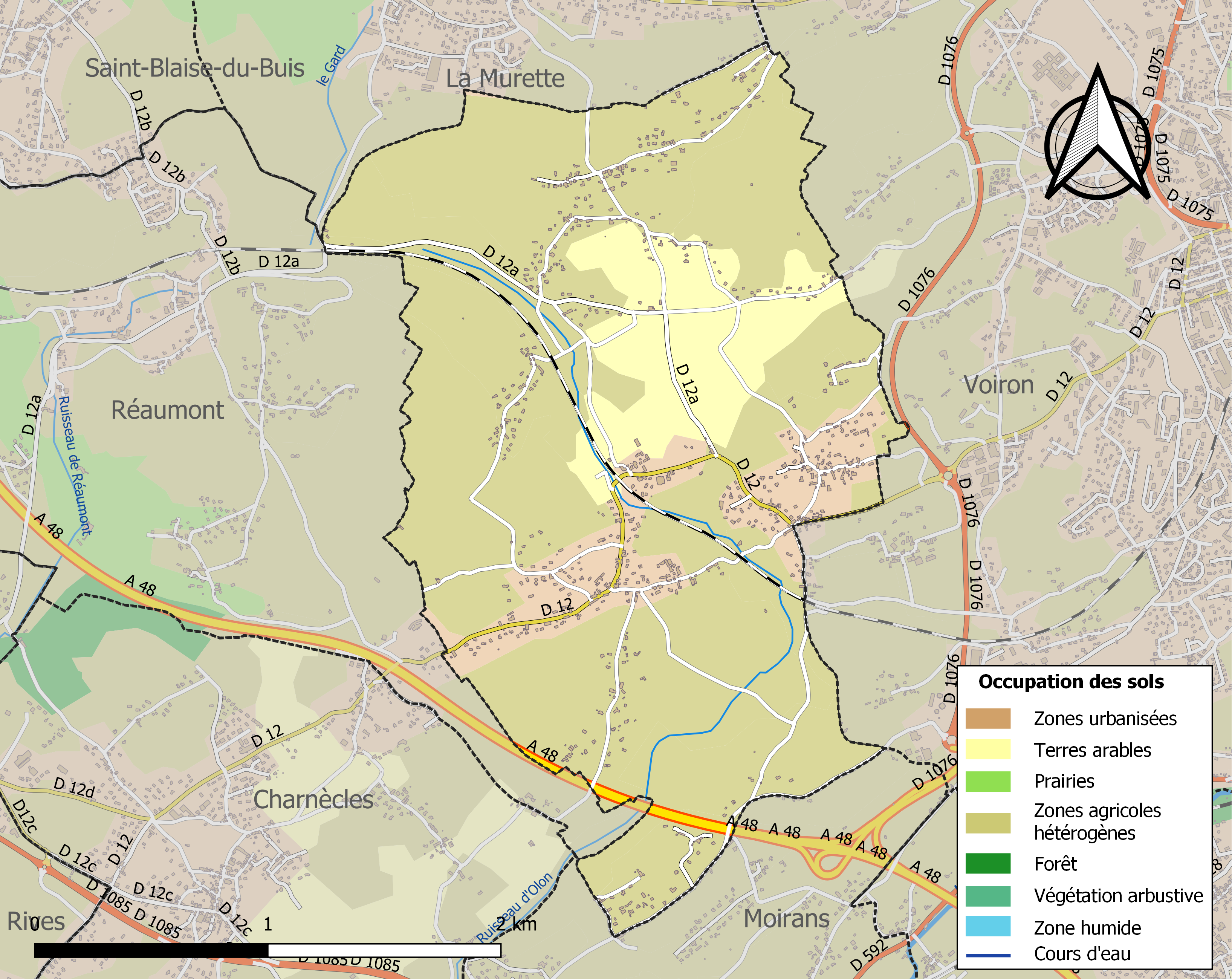
Carte des infrastructures et de l'occupation des sols de la commune en 2018 (CLC).

### Hameaux, Lieux-dits et écarts
la commune comprend plusieurs hameaux :
le Village, le Plan, Maloza, le Royer, la Ruche, le Pavillet, les Gayères, le Bessey, le Curtet, le Demay, la Gare, Charauze, le Haut Saint Cassien, le Carlin ainsi que les Portières

### Risques naturels et technologiques

#### Risques sismiques
L'ensemble du territoire de la commune de Saint-Cassien est situé en zone de sismicité no 3, comme la plupart des communes de son secteur géographique, mais non loin de la zone no 4, située à l'est du territoire.
| Type de zone | Niveau            | Définitions (bâtiment à risque normal) |
| ------------ | ----------------- | -------------------------------------- |
| Zone 3       | Sismicité modérée | accélération = 1,1 m/s2                |

## Toponymie
Selon André Planck, auteur du livre L'origine du nom des communes du département de l'Isère, la commune se dénommait Calossa au XIIIe siècle et Sancti Cassini au XVe siècle. Ce nom fait référence à Cassien d'Imola, un martyr chrétien né aux alentours de 240, célébré le 13 août et dont une église située dans le village portait le nom. Cet édifice n'existait plus au XXe siècle.

## Histoire

### Moyen Âge
Aucune présence de maisons fortes ou châteaux du Moyen Âge est attestée sur la commune.
Jadis, la combe où coule le ruisseau "Ri d'Olon" divisait Saint-Cassien en deux parties distinctes:
- Le Haut-Saint-Cassien
- Le très vieux hameau de Maloza

Ce dernier hameau est né du croisement de deux itinéraires très fréquentés:
- le chemin de Rives à Voiron
- le chemin de Vourey à la Murette

## Politique et administration

### Liste des maires
| Période                                  | Période  | Identité             | Étiquette | Qualité  |
| ---------------------------------------- | -------- | -------------------- | --------- | -------- |
| mars 2001                                | 2014     | Maurice Berthet      | SE        |          |
| mars 2014                                | 2020     | Guy Guilmeau         | UDI       | Retraité |
| 2020                                     | 2024     | Paul-Henri Haumesser |           |          |
| octobre 2024                             | En cours | Laurent Ailloud      | Se        |          |
| Les données manquantes sont à compléter. |          |                      |           |          |

## Population et société

### Démographie
L'évolution du nombre d'habitants est connue à travers les recensements de la population effectués dans la commune depuis 1793. Pour les communes de moins de 10 000 habitants, une enquête de recensement portant sur toute la population est réalisée tous les cinq ans, les populations de référence des années intermédiaires étant quant à elles estimées par interpolation ou extrapolation. Pour la commune, le premier recensement exhaustif entrant dans le cadre du nouveau dispositif a été réalisé en 2005.

En 2022, la commune comptait 1 156 habitants, en évolution de +0,7 % par rapport à 2016 (Isère : +3,07 %, France hors Mayotte : +2,11 %).
| 1793 | 1800 | 1806 | 1821 | 1831 | 1836 | 1841 | 1846 | 1851 |
| ---- | ---- | ---- | ---- | ---- | ---- | ---- | ---- | ---- |
| 492  | 604  | 756  | 902  | 905  | 844  | 843  | 857  | 914  |

| 1856 | 1861 | 1866 | 1872 | 1876 | 1881 | 1886 | 1891 | 1896 |
| ---- | ---- | ---- | ---- | ---- | ---- | ---- | ---- | ---- |
| 863  | 767  | 752  | 710  | 727  | 720  | 718  | 686  | 666  |

| 1901 | 1906 | 1911 | 1921 | 1926 | 1931 | 1936 | 1946 | 1954 |
| ---- | ---- | ---- | ---- | ---- | ---- | ---- | ---- | ---- |
| 629  | 590  | 533  | 470  | 468  | 520  | 529  | 525  | 509  |

| 1962 | 1968 | 1975 | 1982 | 1990 | 1999 | 2005  | 2006  | 2010  |
| ---- | ---- | ---- | ---- | ---- | ---- | ----- | ----- | ----- |
| 511  | 491  | 608  | 767  | 861  | 960  | 1 039 | 1 048 | 1 107 |

| 2015  | 2020  | 2022  | - | - | - | - | - | - |
| ----- | ----- | ----- | - | - | - | - | - | - |
| 1 143 | 1 143 | 1 156 | - | - | - | - | - | - |

### Enseignement
La commune, qui est rattachée à l'académie de Grenoble, héberge une école primaire et maternelle.

### Équipement culturel et sportif
La commune compte plusieurs équipements dont la nouvelle salle des fêtes date de 2011, ainsi qu'un stade de football, un boulodrome, un gymnase et un terrain de basket-ball
Le « Bouriquet » est un centre équestre situé dans le hameau du Haut Saint-Cassien

### Médias

#### Presse régionale
Le quotidien à grand tirage Le Dauphiné libéré consacre chaque jour de la semaine et du week-end, dans son édition Chartreuse-Sud Grésivaudan, une page complète sur l'actualité sur la région voironnaise avec quelquefois des articles sur les événements dans la commune ainsi que des comptes-rendus, des annonces, des dossiers sur des thèmes variés.

#### Radio
La commune est située sur l'aire de diffusion de radio Ici Isère, une radio publique qui émet sur tout le territoire du département de l'Isère.

#### Télévision
En ce qui concerne la réception de la télévision, les habitants de la commune peuvent recevoir les 27 chaines de la TNT et sont concernés par le journal régional de France 3 Alpes. La chaîne privée téléGrenoble Isère consacre également une émission hebdomadaire au pays voironnais.

### Cultes
La communauté catholique et l'église de La Murette (propriété de la commune) sont desservis par la paroisse Notre-Dame de la Vouise qui gère le service de vingt-deux églises et d'un monastère. Cette paroisse dépend elle-même du diocèse de Grenoble-Vienne.

## Économie
La commune compte un bar-restaurant, le Saint Cassien, et un maraîchage biologique dénommé Les jardins du Coteau.

## Culture locale et patrimoine

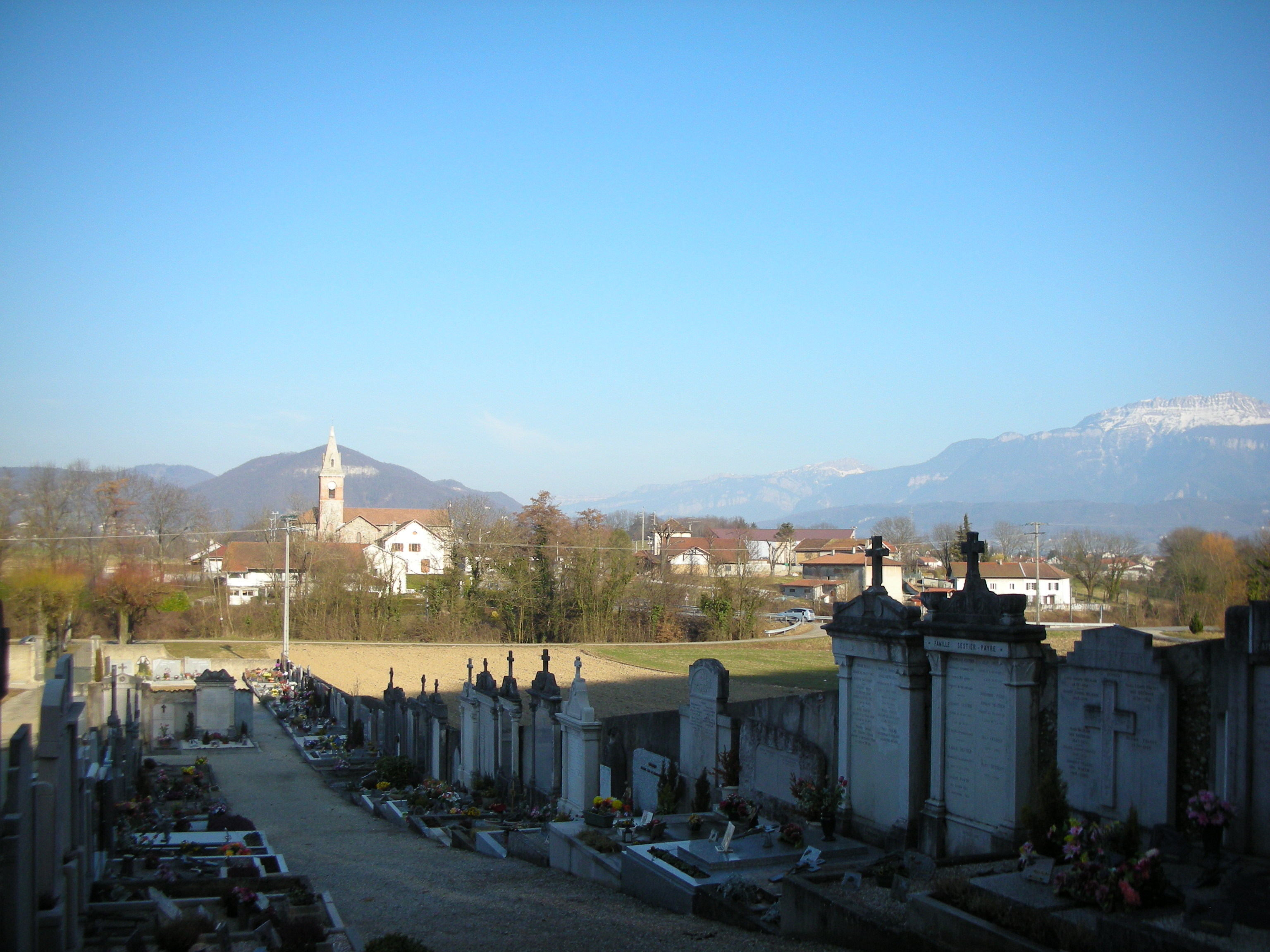
Saint-Cassien vue du cimetière

### Lieux et monuments
- L'église paroissiale Saint-Cassien de Saint-Cassien, date du XIXe siècle[18], et cimetière du village.
- Le pont des quatre communes.

### Patrimoine naturel
La commune est entourée d'un vaste espace forestier dont le bois de Charauze et compte de nombreux étangs.

### Héraldique
|  | Saint-Cassien (Isère) possède des armoiries dont l'origine et le blasonnement exact ne sont pas disponibles. |